# 치사상어과
치사상어과(齒鯊―科, Odontaspididae)는 샌드타이거상어속과 치사상어속의 2개 속으로 이루어진 상어 과이다. 이들 상어들은 생긴 외모에 비해 성질이 온순하여 수족관에서 사육하기도 한다.

## 하위 분류
- 샌드타이거상어속 (Carcharias)
  - 샌드타이거상어 (Carcharias taurus)
  - 인도양샌드타이거상어 (Carcharias tricuspidatus)
- 치사상어속 (Odontaspis)
  - 치사상어 (Odontaspis ferox)
  - 큰눈타이거상어 (Odontaspis noronhai)